# Metridium parvulum
Metridium parvulum is een zeeanemonensoort uit de familie Metridiidae.
Metridium parvulum is voor het eerst wetenschappelijk beschreven door McMurrich in 1904.